# Одеське духовне училище
Одеське духовне училище - колишній нижчий навчальний заклад Російської православної церкви в Одесі.
| рік заснування | 1838 рік                                       |
| тип            | училище                                        |
| розташування   | Одеса, Зовнішня вулиця (сучасна Мечнікова), 74 |

## Історія
Одеське чотирикласне Духовне училище засноване в 1838 році. Кошти на утримання відпускалися [[Священний синод Російської православної церкви#:~:text=Посилання-,Священний синод Російської православної,-церкви[ред|Святійшим Синодом]] і духовенством одеського училищного округу. Учні училища тривалий час не мали власної церкви і тому відвідували Петропавлівську церкву.
Будівництво церкви при училищі стало можливим на пожертви Високопреосвященного архієпископа Херсонського і Одеського Іоанникія (Горського) і колезького реєстратора Анастасія Леонтійовича Григоровича.
Храм при училищі побудований 1882 року за проектом архітектора Пісаревського і був освячений в ім'я святих слов'янських просвятителів Кирилла і Мефодія.
Настоятельство і відання справами Одеського духовного училища покладалося на єпископів другого вікаріатства (Єлисаветградські єпископи) які розташовувалися в Свято-Успенському монастирі.
Після революції училище закрили, а в повоєнний час тут розташувалося ремісниче училище №6, потім ТУ-2, СПТУ-27, ПТУ-27, ОВПУ АТ.